# Trouville-sur-Mer
Trouville-sur-Mer és un municipi francès situat al departament de Calvados i a la regió de Normandia. L'any 2007 tenia 4.928 habitants.

## Demografia

### Població
El 2007 la població de fet de Trouville-sur-Mer era de 4.928 persones. Hi havia 2.489 famílies de les quals 1.232 eren unipersonals (369 homes vivint sols i 863 dones vivint soles), 596 parelles sense fills, 418 parelles amb fills i 243 famílies monoparentals amb fills.
La població ha evolucionat segons el següent gràfic:
Habitants censats

### Habitatges
El 2007 hi havia 8.142 habitatges, 2.549 eren l'habitatge principal de la família, 5.219 eren segones residències i 374 estaven desocupats. 2.735 eren cases i 5.319 eren apartaments. Dels 2.549 habitatges principals, 1.182 estaven ocupats pels seus propietaris, 1.294 estaven llogats i ocupats pels llogaters i 73 estaven cedits a títol gratuït; 243 tenien una cambra, 501 en tenien dues, 694 en tenien tres, 531 en tenien quatre i 580 en tenien cinc o més. 1.133 habitatges disposaven pel capbaix d'una plaça de pàrquing. A 1.314 habitatges hi havia un automòbil i a 428 n'hi havia dos o més.

### Piràmide de població
La piràmide de població per edats i sexe el 2009 era:
| Homes | Edats   | Dones |
| ----- | ------- | ----- |
| 0     | 95 o +  | 20    |
| 20    | 90 a 94 | 84    |
| 32    | 85 a 89 | 100   |
| 56    | 80 a 84 | 92    |
| 68    | 75 a 79 | 252   |
| 112   | 70 a 74 | 192   |
| 128   | 65 a 69 | 224   |
| 172   | 60 a 64 | 180   |
| 92    | 55 a 59 | 108   |
| 196   | 50 a 54 | 188   |
| 152   | 45 a 49 | 188   |
| 144   | 40 a 44 | 204   |
| 156   | 35 a 39 | 136   |
| 180   | 30 a 34 | 144   |
| 144   | 25 a 29 | 196   |
| 136   | 20 a 24 | 180   |
| 168   | 15 a 19 | 152   |
| 148   | 10 a 14 | 132   |
| 148   | 5 a 9   | 108   |
| 140   | 0 a 4   | 104   |

## Economia
El 2007 la població en edat de treballar era de 2.879 persones, 2.068 eren actives i 811 eren inactives. De les 2.068 persones actives 1.794 estaven ocupades (906 homes i 888 dones) i 274 estaven aturades (131 homes i 143 dones). De les 811 persones inactives 349 estaven jubilades, 194 estaven estudiant i 268 estaven classificades com a «altres inactius».

### Ingressos
El 2009 a Trouville-sur-Mer hi havia 2.793 unitats fiscals que integraven 5.208,5 persones, la mediana anual d'ingressos fiscals per persona era de 16.242 €.

### Activitats econòmiques
Dels 558 establiments que hi havia el 2007, 2 eren d'empreses extractives, 10 d'empreses alimentàries, 14 d'empreses de fabricació d'altres productes industrials, 44 d'empreses de construcció, 167 d'empreses de comerç i reparació d'automòbils, 8 d'empreses de transport, 99 d'empreses d'hostatgeria i restauració, 9 d'empreses d'informació i comunicació, 19 d'empreses financeres, 45 d'empreses immobiliàries, 51 d'empreses de serveis, 47 d'entitats de l'administració pública i 43 d'empreses classificades com a «altres activitats de serveis».
Dels 169 establiments de servei als particulars que hi havia el 2009, 1 era una oficina d'administració d'Hisenda pública, 1 oficina de correu, 9 oficines bancàries, 3 funeràries, 4 tallers de reparació d'automòbils i de material agrícola, 1 taller d'inspecció tècnica de vehicles, 3 autoescoles, 6 paletes, 8 guixaires pintors, 4 fusteries, 9 lampisteries, 6 electricistes, 7 perruqueries, 3 veterinaris, 71 restaurants, 24 agències immobiliàries, 7 tintoreries i 2 salons de bellesa.
Dels 71 establiments comercials que hi havia el 2009, 7 eren botiges de menys de 120 m², 9 fleques, 3 carnisseries, 8 peixateries, 4 llibreries, 23 botigues de roba, 3 botigues d'equipament de la llar, 4 sabateries, 1 una botiga d'electrodomèstics, 2 drogueries, 1 un drogueria, 2 joieries i 4 floristeries.
L'any 2000 a Trouville-sur-Mer hi havia 6 explotacions agrícoles.

## Equipaments sanitaris i escolars
El 2009 hi havia 1 hospital de tractaments de curta durada, 1 hospital de tractaments de mitja durada (seguiment i rehabilitació), 1 psiquiàtric i 4 farmàcies.
El 2009 hi havia 1 escola maternal i 4 escoles elementals. A Trouville-sur-Mer hi havia 2 col·legis d'educació secundària i 1 liceu d'ensenyament general. Als col·legis d'educació secundària hi havia 902 alumnes i als liceus d'ensenyament general 276.

## Poblacions més properes
El següent diagrama mostra les poblacions més properes.